# كتاب دده قورقوت
كتاب الجَدّ قُرْقُود  (باللغة التركية: Dede Korkut دده قورقوت وبالأذرية: Dədə Qorqud وبالتركمانية: Gorkut Ata) وهو أقدم ملحمة أسطورية معروفة لدى أتراك الأوغوز. وأقدم أدب شعبي لدى الأذربيجانيين. وهو نوع من التراث الأدبي لدى دول تركيا، وأذربيجان، وتركمانستان، وكازاخستان وبدرجة أقل لدى قيرغيزستان. وتعود نسبة كتاب الجد قرقود إلى الجد قرقود. وقد كتب من المؤرخين الذين عاشوا في القرن الرابع عشر ابن أيبك الدواداري ورشيد الدين فضل الله الهمذاني أن الجد قرقود قد عاش في زمن النبي محمد ﷺ وقد أُرسل من قبل الترك كسفير إليه. ومكتوب في مقدمة الكتاب أنه عاش في زمن النبي ﷺ.
وتذكر بعض المصادر أن الجد قرقود قد عاش 295 عام، ودفن في الضفة اليُمنى لنهر سيحون عند وفاته. وتوجد روايات تقول بأن قبر الجد قرقود في قرية بايبورد مسات في تركيا.
يتكون الكتاب من اثنتي عشرة حكاية أسطورية ومقدمة وفقاً لنسخة مكتبة درسدن، وست حكايات ومقدمة وفقاً لمكتبة الفاتيكان. ومحتوى الكتاب يتكون من حكايات نقلت من لغة إلى لغة ومن قصاص إلى قصاص على مدار التاريخ بشكل شفهي. ولأن الحكايات انتقلت من أذن إلى أذن فقد خرجت عن الحقيقة. ويعتقد بأن الكتاب كُتب في النصف الثاني من القرن الخامس عشر. وهو مصدر يحتوي معلومات كثيرة حول أشكال حياة الأغوز واقتصادهم ومعتقداتهم وملابسهم وطرق تغذيتهم. ووصل منه إلى يومنا هذا نسختان كُتبتا بخط اليد إحداهما في مكتبة الفاتيكان والأخرى في مكتبة درسدن.

## الكتاب

### تعريف
كتاب دده قورقوت هو عبارة عن مجموعة من حكايات الأوغوز الأسطورية. وقد ظهر القسم الكبير من هذا الكتاب الذي يحتوي على اثنتي عشرة أسطورة أول مرة بين القرنين العاشر والحادي عشر في وطن الأوغوز القديم على أطراف نهر سيحون، وقد وصل الأوغوز إلى الشرق الأدنى باستيلائهم على شمال إيران وجنوب القوقاز والأناضول في القرن الحادي عشر. أما حكاية بامصي بايراك والمعروفة أيضا باسم ألبامش فتؤرخ بالقرن الخامس والسادس.
وقد وقعت معظم الحكايات في شرق وجنوب الأناضول بالقرب من أذرع نهرين كبيرين هما دجلة واراس. وتصف حكاية كانلي كوجا أوغلو كان تورالي بويو عشيرة قانلي بويي ابن قانلي كوجة بيئة طرابزون بشكل واضح.
ويُقبل بأن الحكايات قد كُتبت في النصف الثاني من القرن السادس عشر. ويُعتقد بأن الآق قويونلو الذين حكموا أرضروم وقارص هم الذين أمروا بكتابتها.
وقد احتوى الكتاب على منظوم ومنثور. ومع ظهور مميزات اللهجة الآذرية في الكتاب إلا أننا عندما نقارنها باللغة الآذرية الحالية نجد أن جميع مميزات اللغة لا تعود إلى تلك اللهجة. كما أنه لا توجد الزينة الأدبية غير الضرورية والكتاب محبوك بتعبيرات مجردة وقصيرة وبأسلوب بسيط وغير اصطناعي.

### النسخ المكتوبة بخط اليد

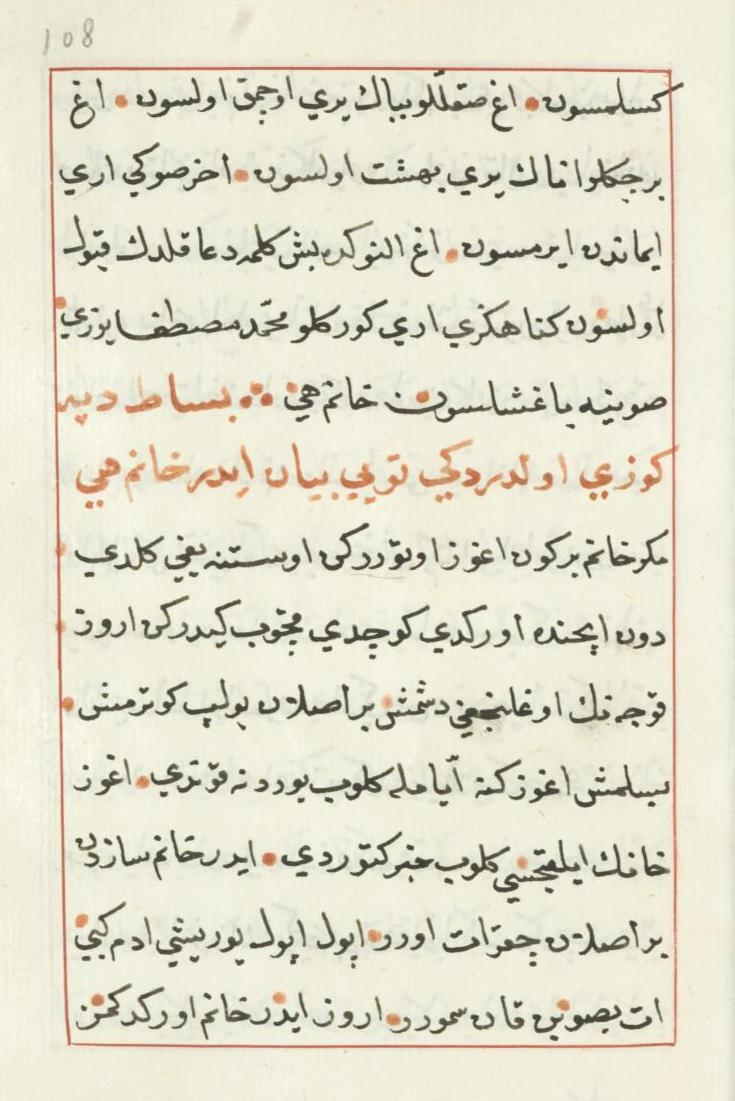
صورة لجزء من نُسخة مكتبة درسدن مكتوبة بخط اليد

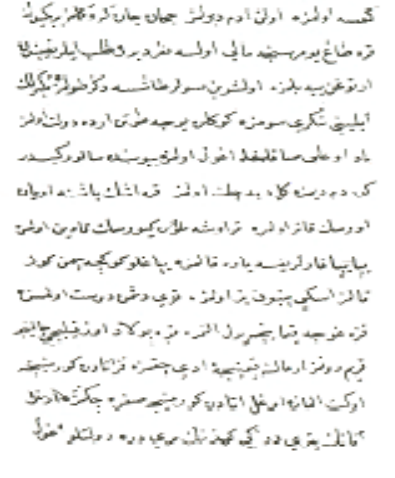
صورة لجزء من نُسخة مكتبة الفاتيكان مكتوبة بخط اليد.

يُقبل بأن الحكايات قد كُتبت في النصف الثاني من القرن السادس عشر. وتوجد نسختان مكتوبتان بخط اليد وصلتا إلى يومنا هذا يُخمن بأن الآق قويونلو الذين حكموا أرضروم وقارص هم الذين أمروا بكتابتهما. إحداهما وجِدت في مكتبة درسدن في القرن التاسع عشر والأخرى وجدت في مكتبة الفاتيكان في القرن العشرين. وتحمل نسخة درسدن اسم كتاب دَدَم قورقود علی لسان طایفه اوغوزان ويحتوي على مقدمة واثنتي عشرة حكاية. ووجد أول مرة من قبل H.O.Fleisch. وقد ظهرت للعالم في مقالة نشرها هاينريش فريدريش فون دييز في عام 1815. وقد نسخ فون دييز نسخةً من نسخة مكتبة درسدن، وتعرف بنسخة برلين.
أما نسخة مكتبة الفاتيكان فتسمى بحكايات أوغوز نامه، كازان بي وغيره. وتحتوي على مقدمة وست حكايات. ومسجل بالرقم 102 في القسم التركي من المكتبة.
وتختلف النسخ عن بعضها من ناحية خصائص اللغة والخيال. ويعتقد بعض الباحثين أنه يمكن الوصول إلى نسخة مشتركة، فيما يقول بعض الباحثين الآخرين أن السبب في اختلاف النسختين يمكن أن يكون بسبب أنهم نُقلوا من رواة مختلفين.

### الكتاب في زمن الاتحاد السوفيتي
أغلبية الشعوب والبلاد المتحدثة بالتركية والموصوفة في كتاب دده قورقوت كانت جزءاً من الاتحاد السوفييتي من عام 1920 وحتى عام 1991، ومن ثَمَّ فقد نشأ معظم البحث والاهتمام هناك. الموقف تجاه كتاب دده قورقوت والملاحم الأخرى المتعلقة بالشعوب المتحدثة بالتركية كان حيادياً في بادئ الأمر.
كما يناقش المؤرخ التركي حسن بولنت باقصوي أنه بعد أن أحكم ستالين قبضته على زمام السلطة في الاتحاد السوفييتي، لا سيما في مطلع الخمسينات، نشأ حظر شديد على علم الدراسات التركية. وهو يلاحظ أن النص الكامل من الطبعة الروسية لكتاب دده قورقوت الذي أنتجه الأكاديميان الآذريان حامد أراسلي وم. ج. تاهماسيب والذي اعتمد على ترجمة بارتولد في العشرينات؛ جرى نشره ولكن بصورة محدودة في عام 1939 ومرة أخرى في عام 1950. ويؤكد أن العلماء والأدباء الأتراك (الذين أثاروا القضايا ذاتها) خسروا أمام «التصفيات» الستالينية أو أمام «الهجوم الأيديولوجي» الذي شُنَّ على كافة الملاحم في 1950-1952. ووفقاً لباقصوي؛ هذا الحظر الذي كان في أوائل الخمسينات كان مُعبراً عنه أيضاً في «تجربة ألباميش» (1952- 1957)، في حين أدانت أجهزة الدولة السوفييتية رسمياً كافة ملاحم آسيا الوسطى.

كتاب دده قورقوت مترجم إلى الفرنسية

انتقدت السلطات السوفييتية دده قورقوت على تشجيع القومية البرجوازية. في خطاب عام 1951 الذي أُلقي في المؤتمر الثامن عشر للحزب الشيوعي الآذربيجاني؛ دعا الزعيم الشيوعي الآذربيجاني مير جعفر باغيروف إلى شطب الملحمة من الأدب الآذري، مطلقاً عليها «كتاب ضار وضد الشعب» والذي يمتلئ بسموم القومية، وخاصة ضد شعبي جورجيا وأرمينيا الشقيقين.
ومع ذلك؛ فلم يُوقَف نشر الملاحم كلياً أثناء تلك الفترة، مثل طبعات ألباميش التي نُشِرت في عام 1957 و1958 و1961، مثلما نُشِرت من قبل في عام 1939 و1941 و1949، والمدخل إلى الملاحم في الطبعة الثانية من الموسوعة السوفييتية الكبيرة (المجلد 13، 1952) لا يحتوي على أي إدانة. وعلى الرغم من تحرر المناخ السياسي بعد استنكار الستالينية على يد نيكيتا خروتشوف في فبراير عام 1956؛ فقد أُعيد نشر طبعة «بارتولد» ذاتها من كتاب دده قورقوت فقط في عام 1962 وفي عام 1977. استمرت المشكلات قائمة على طول الطريق إلى البيريسترويكا عندما أُرسلت الطبعة الكاملة الأخيرة باللغة الآذرية إلى النشر في 11 يوليو 1985، ولكنها لم تحصل على التصريح بالطبع إلا في 2 فبراير 1988.

### ترجمة الكتاب وطبعه
نشرت حكايات دده قورقوت أول مرة معتمدة على نسخة برلين باسم كتاب دَدَم قورقود علی لسان طایفه اوغوزان من قبل كلسلي رفات في عام 1916 بالحروف العربية في إسطنبول. وقام أورخان شائق كوك أي بمقارنة نسخة برلين بنسخة درسدن بالصور ونشر كتاب أسماه دده قورقوت في عام 1938. وبعد جوك أي بفترة نُشر كتاب باسم كتاب دادم قورقود معتبرا نسخة درسدن الأساس مع إضافة الزيادات التي في نسخة مكتبة الفاتيكان مع القيام بتحقيق واسع حوله في عام 1973. أما محرم أرجن فقد قام بنشر نُسخ طبق الأصل لنسخ درسدن والفاتيكان في كتابين باسم دده قورقوت. الأول يتكون من (مقدمة - المتن - مع التقسيم) وقد نُشر في عام 1958 في أنقرة، أما الثاني فيتكون من (الفهرس - وقواعد الكتاب) ونشر في عام 1963 في أنقرة.
وقد تُرجم الكتاب إلى الروسية في عام (1950-1951)، وإلى الإيطالية في عام 1952، وإلى الألمانية في عام 1958، وإلى الإنجليزية في عام (1972 و1978)، وإلى الصربية في عام 1981. وقد تُرجم إلى الفارسية من الترجمة الإنجليزية باسم بابا قورقود، ومن التركية باسم حماسي دده قورقوت.

## حياة دده قورقوت

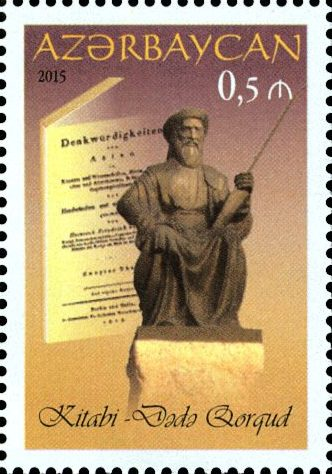
دده قورقوت على طابع بريدي أذربيجاني

يعتبر دده قورقوت أو الجد قورقوت أول قاص للحكايات، وأول من تحدث عن الجد قورقوت الوزير الإيلخاني رشيد الدين فضل الله الهمذاني في كتابه جامع التواريخ. وقد لُقب بدده في أماكن مختلفة في الكتاب، والجد أربع مرات في المقدمة. وقد مجده وقدسه الرحالة الأتراك. وهو من العالمين الجيدين لعادات وتقاليد حياة السهوب.
كلمة قورقوت مشتقة من المصدر (kor-gor) بالتركية ومعناه العظيم، والمُهاب، والكبير جدًا، والمُخوِف.
وتظهر اختلافات في المعلومات في المصادر التاريخية حول حياته. وتقول بعض المصادر أنه من أتراك الأوغوز من قبيلة قايى والبعض الآخر يقول أنه من قبيلة بيات. وفي كتاب صالتوق يُفيد بأن دده قورقوت يأتي من نفس نسل العثمانيين، وأن نسل العثمانيين وأتراك الأوغوز مرتبط بنسل عيسى بن إسحاق. ووفقا للروايات الشعبية فإن دده قورقوت وُلِد من ابنة عملاق عينه براقةٌ ومضيئة. كما أن المعلومات المذكورة حول دده قورقوت في المصادر التاريخية أغلبها من الحكايات.
تظهر الروايات أنه عاش قبل الإسلام، وقد عاصر الإسلام، وعاش 295 عام. ويعرف بين شعب الكازاخ بأنه رجل دين مسلم. وأنه عاش في شادر أُنشئ على الضفة الشمالية لنهر سيحون، ودفن في الضفة اليُمنى للنهر عند وفاته. وتوجد روايات تقول بأن قبر دده قورقوت في قرية بايبورد مسات في تركيا. وقد ذكر ذلك أوليا جلبي في كتابه الرحلات (سياحتنامه) وكذلك أولياريوس في كتابه الرحلات. وتنظم بلدية بايبورد كل سنة احتفال ديني دولي باسم دده قورقوت في بايبورد ويستمر ذلك الاحتفال خمسة أيام.

## العادات التركية القديمة في الحكايات
تعتبر بداية جميع الحكايات بتسلية مؤشر على أنها عادة تركية قديمة، كما يجب القبول بأن اعطاء الأسماء للأطفال يتم فيه الدقة ومراعاة الأعمال التي تم القيام بها. مثل حصول بوغاتش خان على هذا الاسم بقتله لبوغا (ثور).
الاجتماعات. كان الأوغوز يجتمعون لأجل اتخاذ القرارات في الموضوعات المهمة. ودائمًا ما كان يتم دعوة سادة الأغوز العظماء، ويحضرونهم إلى منازلهم، ويُضيفون بأفخم الضيافات.

## محتويات الكتاب

### المقدمة
تتألف مقدمة الكتاب من قسمين. القسم الأول هو تعريف لدده قورقوت ونسخ الحكايات بالترتيب، والقسم الثاني خُصص لأقوال دده قورقوت مُوجزة بالترتيب، وبعد ذلك تأتي أقوال نسائية منفصلة إلى أربع.

### الحكايات
لا يوجد غير نسختين بخط اليد لكتاب دده قورقوت إحداهما في مكتبة درسدن، والآخرى في مكتبة الفاتيكان.
- وعدد الحكايات وفقًا لنسخة مكتبة درسدن اثنتي عشرة حكاية مع المقدمة وهم.[30]

1. بوغاتش خان بن درسا خان.
2. نهب منزل صالور قازان
3. بامصي بايراك بن السيد كامو بورا
4. أسر أوروز بن السيد كازان
5. المجنون دومرول بن ضحى قوجا
6. كانتورالي بن كانلي قوجا
7. يغاناك بن قاظللك قوجا
8. قتل بساط لتابا جوزو
9. أمران بن باجيل
10. سغرك بن أوشون قوجا
11. أسر صالور قازان وإخراج ابنه أوروز له
12. عداء الأوغوز الدخليين للأوغوز الخارجين وقتل بايراك

- أما عدد الحكايات وفقًا لنسخة مكتبة الفاتيكان فهو ستة حكايات فقط مع المقدمة.[31]

1. حكاية بوغاتش خان بن خان
2. حكاية بامصي بايراك
3. حكاية نهب منزل صالور قازان
4. حكاية أسر أوروز بن قازان باجون
5. حكاية السيد يغاناك بن قاظللك قوجا
6. حكاية الأوغوز الدخليين للأوغوز الخارجين ووفاة بايراك

## احتفالات اليونسكو

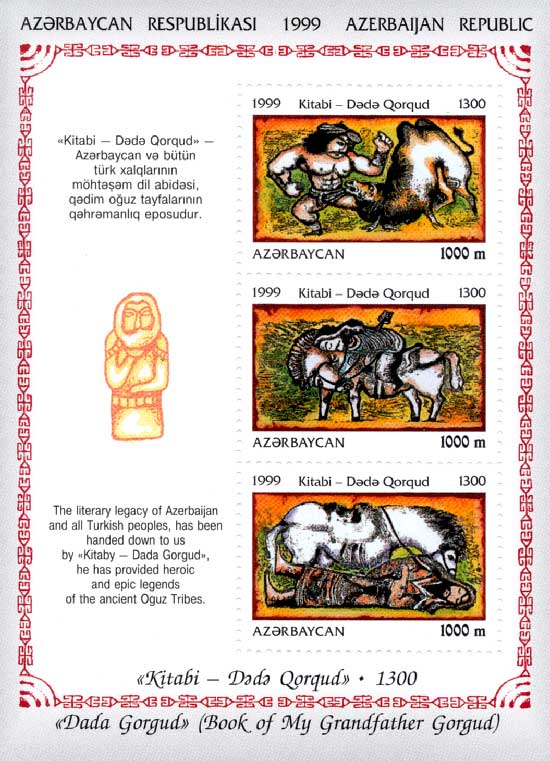
الاحتفال بالذكرى 1300 لكتاب دده قورقوت

في عام 1998 رشحت جمهورية آذربيجان واليونسكو الأسطورة الملحمية كتاب دده قورقوت واحتفلت في عام 2000 بالذكرى 1300 له. وفي عام 2000 علق المدير العام لليونسكو قائلاً: "الملاحم - ويدور في ذهني بصفة خاصة تلك الخاصة بالشعوب الناطقة بالتركية التي يُنسب إليها دده قورقوت والتي رسختها التقاليد الشفهية حتى القرن الخامس عشر قبل أن تُدوَّن - هي ناقلات للمراجع التاريخية والجغرافية والسياسية والاجتماعية والأدبية للشعوب التي تتعلق بتاريخها. ومع ذلك؛ فالعديد من هذه الملاحم دُوِّنت بالفعل، فالمهارات الشفهية والإيمائية للقصاصين والأدباء الذين أحيوها يجب أن تُخلد فوراً. فالأمر مُلحّ.
منذ عام 1956؛ تحيي اليونسكو الأحداث التاريخية والمناسبات الخاصة بالشخصيات البارزة التي تحتفل بها الدول الأعضاء والأعضاء المنتسبون، لكي تمنحهم اهتماماً عالمياً. وقد أعلنت آذربيجان كتاب دده قورقوت كأول «احتفال بالمناسبات (الذكرى السنوية)» له في عام 1998. في عام 1999؛ سك البنك الوطني الآذري عملات ذهبية وفضية تذكارية من أجل الذكرى 1300 للملحمة.

## معرض الصور

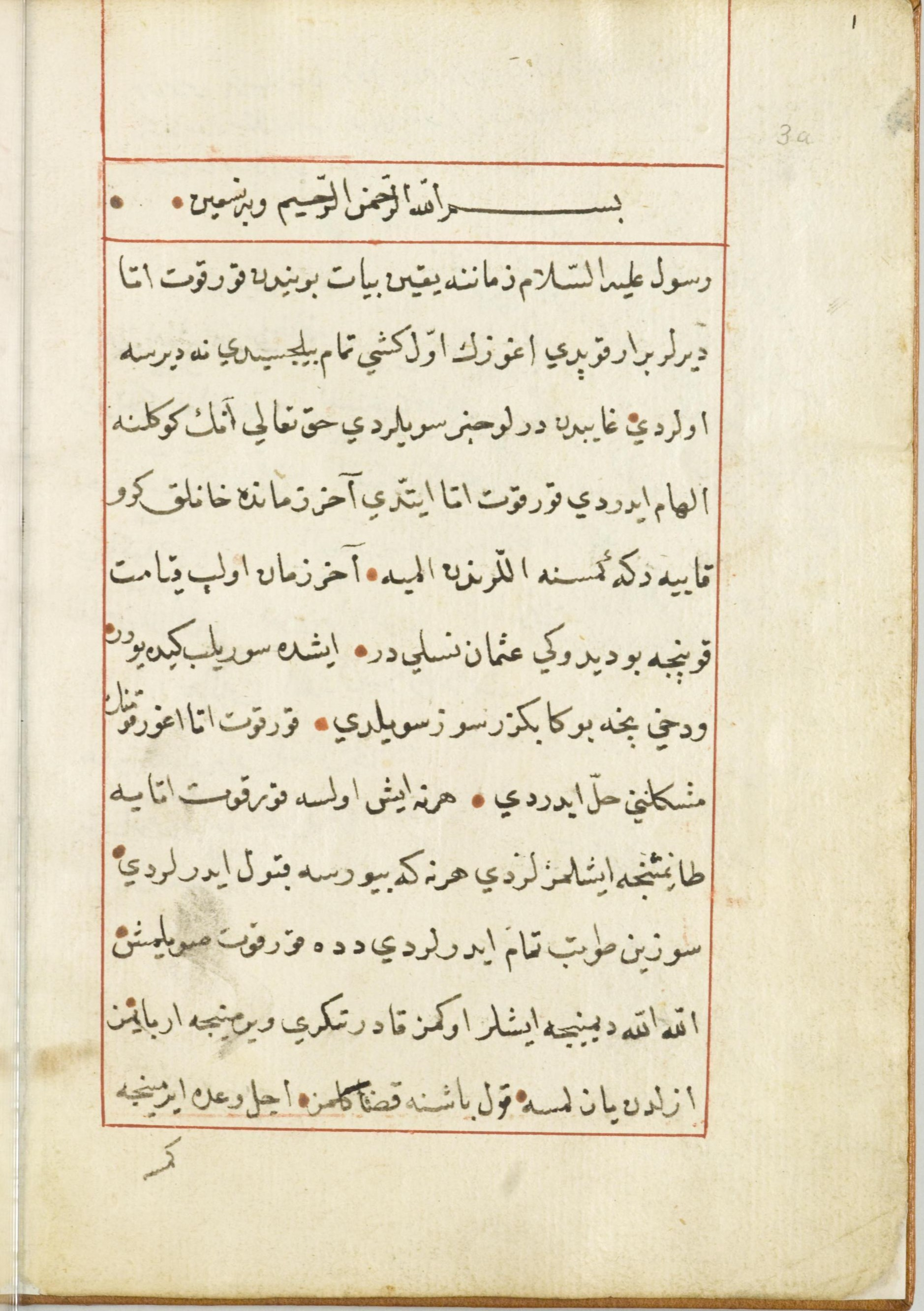
المقدمة
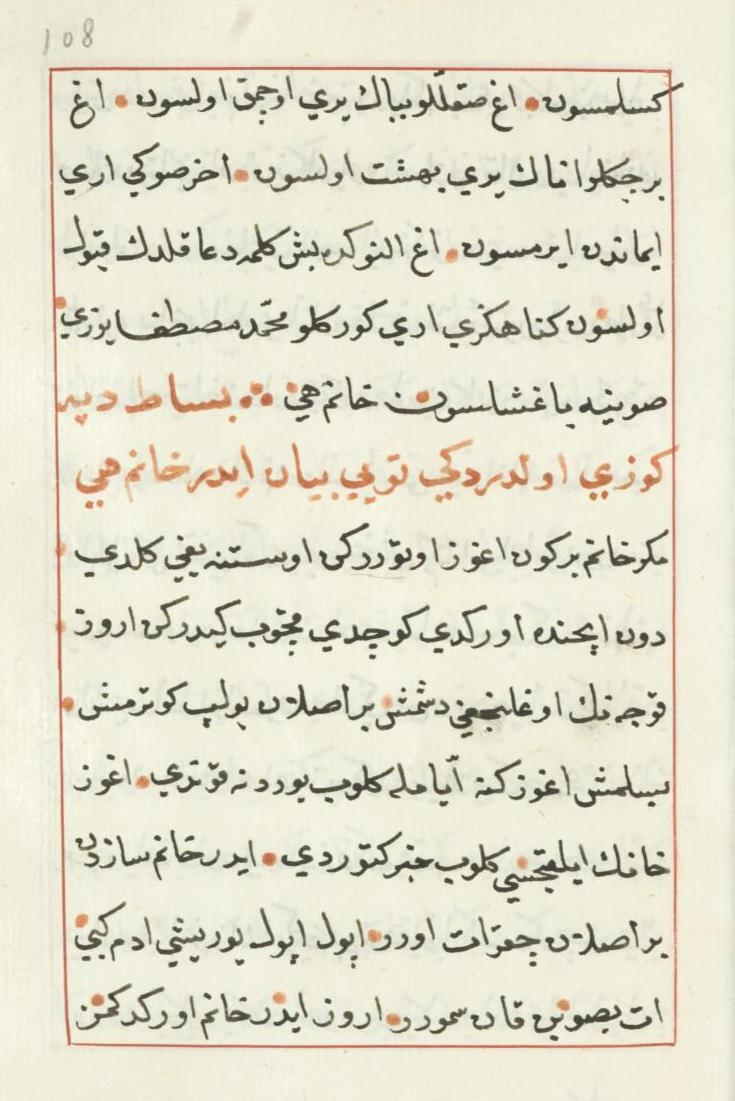
صورة من نسخة مكتبة درسدن
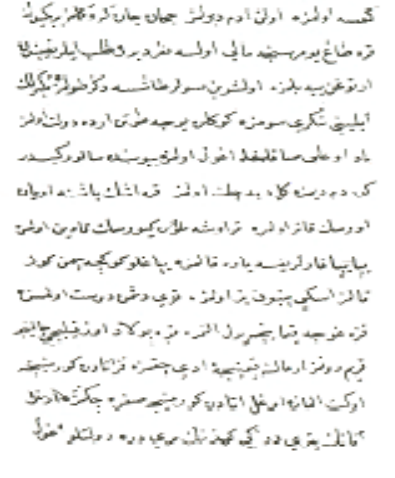
صورة من نسخة مكتبة الفاتيكان
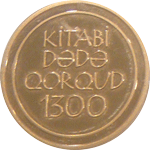
صورة الاحتفال بمرور 1300 عام على الكتاب